# Seznam hokejistů draftovaných týmem Philadelphia Flyers

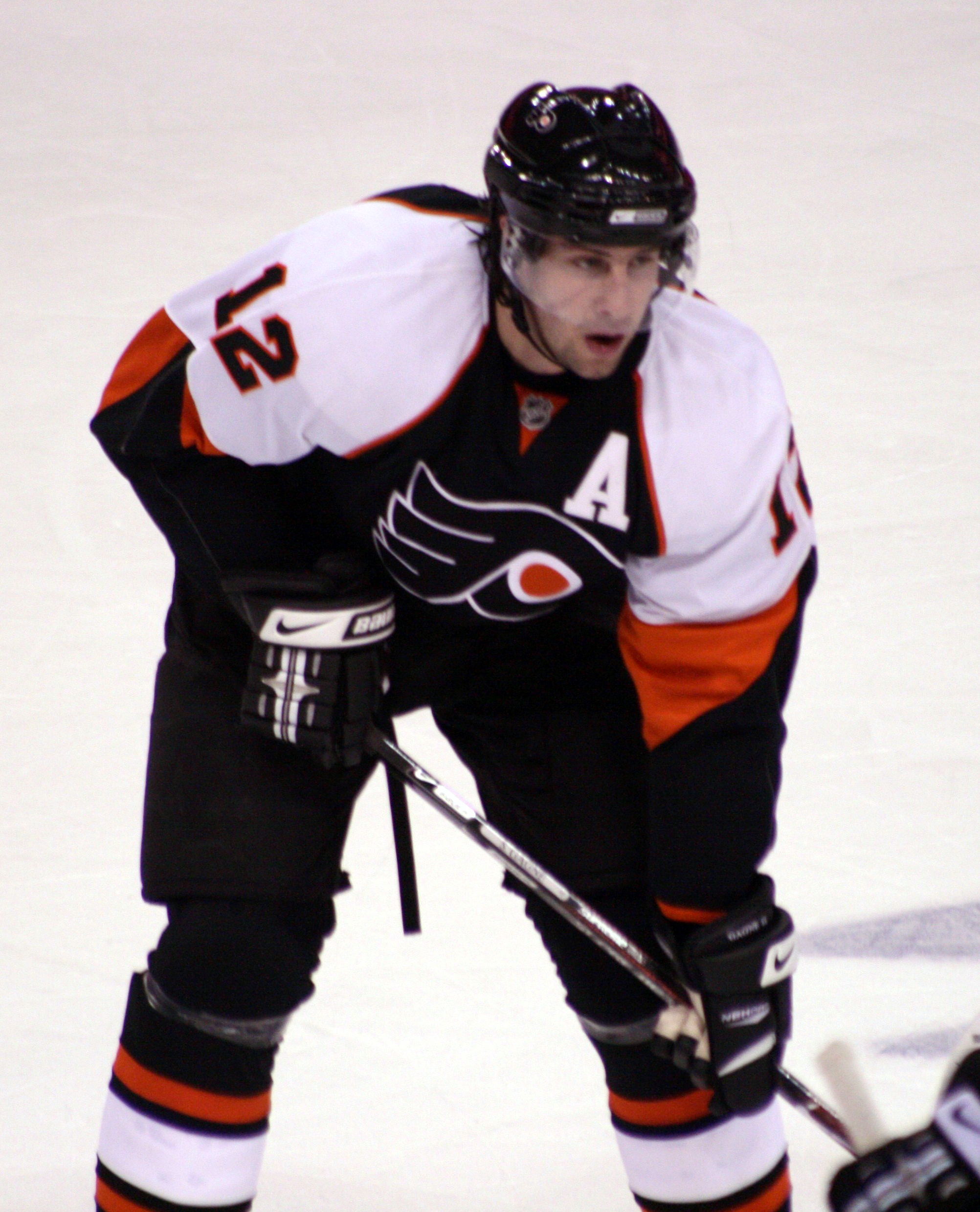
Simon Gagne který byl draftován z 22. místa v roce 1998.

Toto je kompletní seznam hokejistů, kteří byli draftováni v NHL do týmu Philadelphia Flyers. To zahrnuje každého hráče, který byl draftován, bez ohledu na to, zda hrál za tým.

## Draft 1. kola

### Historie prvního kola
| † | Hráč který byl vybrán do hokejové síně slávy | Hráč který byl vybrán do hokejové síně slávy | Hráč který byl vybrán do hokejové síně slávy |
| * | Draftován z 1. místa                         | Draftován z 1. místa                         | Draftován z 1. místa                         |
| ≠ | Hráč který neodehrál žádný zápas v NHL       | Hráč který neodehrál žádný zápas v NHL       | Hráč který neodehrál žádný zápas v NHL       |

| Rok  | Místo | Hráč               | Pozice       | Stát      | Předchozí tým (liga)              |
| ---- | ----- | ------------------ | ------------ | --------- | --------------------------------- |
| 1967 | 5     | Serge Bernier      | Pravé křídlo | Kanada    | Sorel Black Hawks (QJHL)          |
| 1968 | 8     | Lew Morrison       | Pravé křídlo | Kanada    | Flin Flon Bombers (WCHL)          |
| 1969 | 6     | Bob Currier≠       | Centr        | Kanada    | Cornwall Royals (QMJHL)           |
| 1970 | Nikdo | Nikdo              | Nikdo        | Nikdo     | Nikdo                             |
| 1971 | 8     | Larry Wright       | Centr        | Kanada    | Regina Pats (WCHL)                |
| 1971 | 9     | Pierre Plante      | Pravé křídlo | Kanada    | Drummondville Rangers (QMJHL)     |
| 1972 | 7     | Bill Barber†       | Levé křídlo  | Kanada    | Kitchener Rangers (OHA)           |
| 1973 | Nikdo | Nikdo              | Nikdo        | Nikdo     | Nikdo                             |
| 1974 | Nikdo | Nikdo              | Nikdo        | Nikdo     | Nikdo                             |
| 1975 | 1*    | Mel Bridgman       | Centr        | Kanada    | Victoria Cougars (WCHL)           |
| 1976 | 17    | Mark Suzor         | Obránce      | Kanada    | Kingston Canadians (OHA)          |
| 1977 | 17    | Kevin McCarthy     | Obránce      | Kanada    | Winnipeg Clubs (WCHL)             |
| 1978 | 6     | Behn Wilson        | Obránce      | Kanada    | Kingston Canadians (OHA)          |
| 1978 | 7     | Ken Linseman       | Centr        | Kanada    | Birmingham Bulls (WHA)            |
| 1978 | 14    | Dan Lucas          | Pravé křídlo | Kanada    | Sault Ste. Marie Greyhounds (OHA) |
| 1979 | 14    | Brian Propp        | Levé křídlo  | Kanada    | Brandon Wheat Kings (WHL)         |
| 1980 | 21    | Mike Stothers      | Obránce      | Kanada    | Kingston Canadians (OHA)          |
| 1981 | 16    | Steve Smith        | Obránce      | Kanada    | Sault Ste. Marie Greyhounds (OHL) |
| 1982 | 4     | Ron Sutter         | Centr        | Kanada    | Lethbridge Broncos (WHL)          |
| 1983 | Nikdo | Nikdo              | Nikdo        | Nikdo     | Nikdo                             |
| 1984 | Nikdo | Nikdo              | Nikdo        | Nikdo     | Nikdo                             |
| 1985 | 21    | Glen Seabrooke     | Centr        | Kanada    | Peterborough Petes (OHL)          |
| 1986 | 20    | Kerry Huffman      | Obránce      | Kanada    | Guelph Platers (OHL)              |
| 1987 | 20    | Darren Rumble      | Obránce      | Kanada    | Kitchener Rangers (OHL)           |
| 1988 | 14    | Claude Boivin      | Levé křídlo  | Kanada    | Drummondville Voltigeurs (QMJHL)  |
| 1989 | Nikdo | Nikdo              | Nikdo        | Nikdo     | Nikdo                             |
| 1990 | 4     | Mike Ricci         | Centr        | Kanada    | Peterborough Petes (OHL)          |
| 1991 | 6     | Peter Forsberg     | Centr        | Švédsko   | Modo Hockey (Elitserien)          |
| 1992 | 7     | Ryan Sittler≠      | Levé křídlo  | Kanada    | Nichols High School (HS-NY)       |
| 1992 | 15    | Jason Bowen        | Obránce      | Kanada    | Tri-City Americans (WHL)          |
| 1993 | Nikdo | Nikdo              | Nikdo        | Nikdo     | Nikdo                             |
| 1994 | Nikdo | Nikdo              | Nikdo        | Nikdo     | Nikdo                             |
| 1995 | 22    | Brian Boucher      | Brankář      | USA       | Tri-City Americans (WHL)          |
| 1996 | 15    | Dainius Zubrus     | Pravé křídlo | Litva     | Pembroke Lumber Kings (CJHL)      |
| 1997 | Nikdo | Nikdo              | Nikdo        | Nikdo     | Nikdo                             |
| 1998 | 22    | Simon Gagné        | Levé křídlo  | Kanada    | Quebec Remparts (QMJHL)           |
| 1999 | 22    | Maxime Ouellet     | Brankář      | Kanada    | Quebec Remparts (QMJHL)           |
| 2000 | 28    | Justin Williams    | Pravé křídlo | Kanada    | Plymouth Whalers (OHL)            |
| 2001 | 27    | Jeff Woywitka      | Obránce      | Kanada    | Red Deer Rebels (WHL)             |
| 2002 | 4     | Joni Pitkänen      | Obránce      | Finsko    | Kärpät Oulu (SM-liiga)            |
| 2003 | 11    | Jeff Carter        | Centr        | Kanada    | Sault Ste. Marie Greyhounds (OHL) |
| 2003 | 24    | Mike Richards      | Centr        | Kanada    | Kitchener Rangers (OHL)           |
| 2004 | Nikdo | Nikdo              | Nikdo        | Nikdo     | Nikdo                             |
| 2005 | 29    | Steve Downie       | Pravé křídlo | Kanada    | Windsor Spitfires (OHL)           |
| 2006 | 22    | Claude Giroux      | Pravé křídlo | Kanada    | Gatineau Olympiques (QMJHL)       |
| 2007 | 2     | James van Riemsdyk | Levé křídlo  | USA       | NTDP (NAHL)                       |
| 2008 | 19    | Luca Sbisa         | Obránce      | Švýcarsko | Lethbridge Hurricanes (WHL)       |
| 2009 | Nikdo | Nikdo              | Nikdo        | Nikdo     | Nikdo                             |
| 2010 | Nikdo | Nikdo              | Nikdo        | Nikdo     | Nikdo                             |
| 2011 | 8     | Sean Couturier     | Centr        | Kanada    | Drummondville Voltigeurs (QMJHL)  |
| 2012 | 20    | Scott Laughton≠    | Centr        | Kanada    | Oshawa Generals (OHL)             |

### Celkový výběr

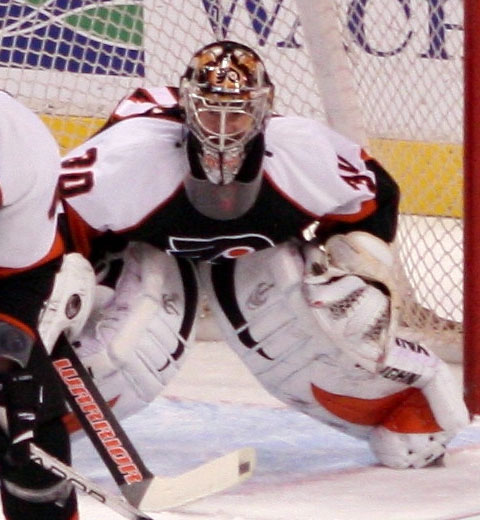
Antero Niittymäki byl draftován z 168. místa v roce 1998.

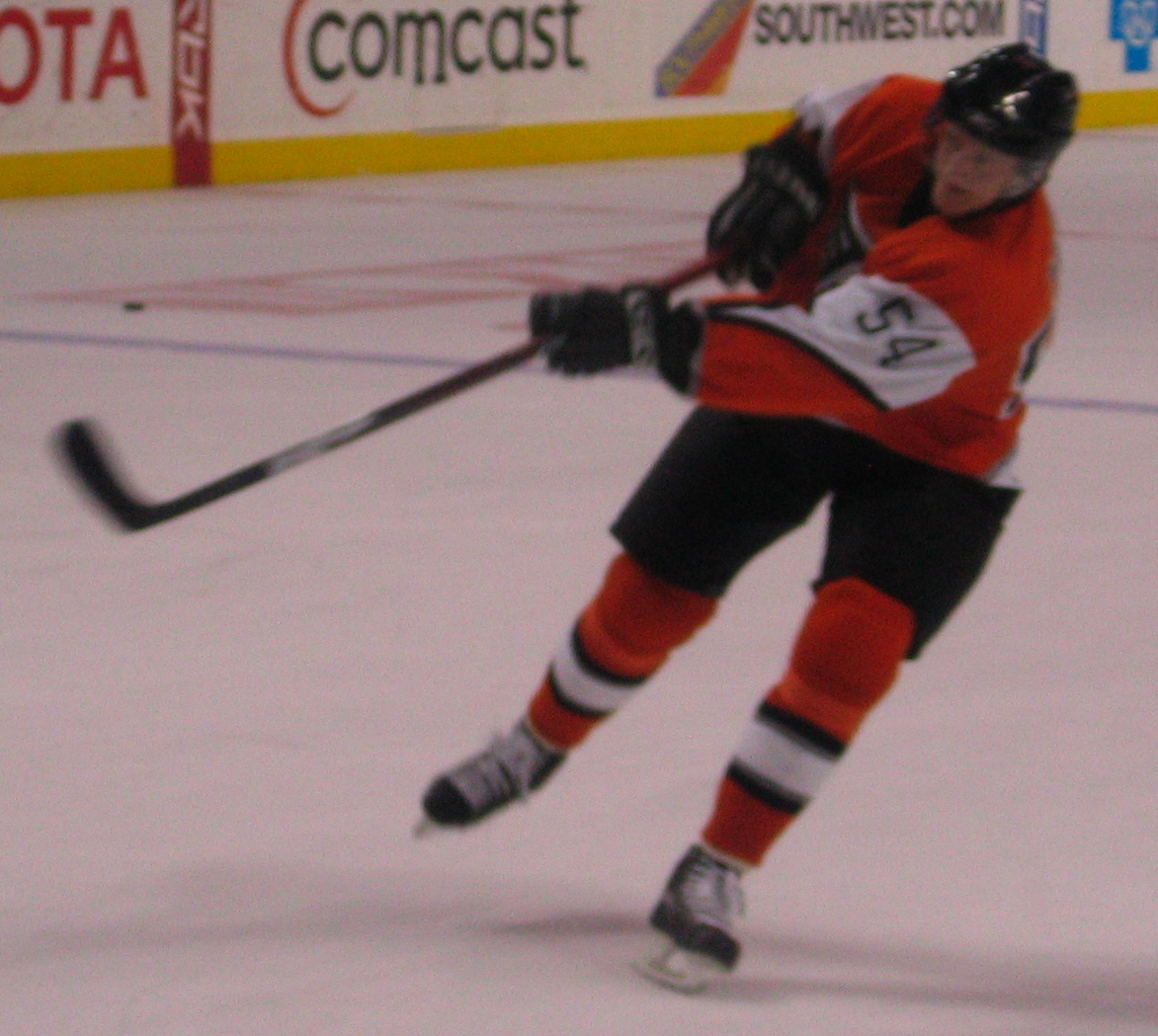
David Printz byl draftován z 225. místa v roce 2001.

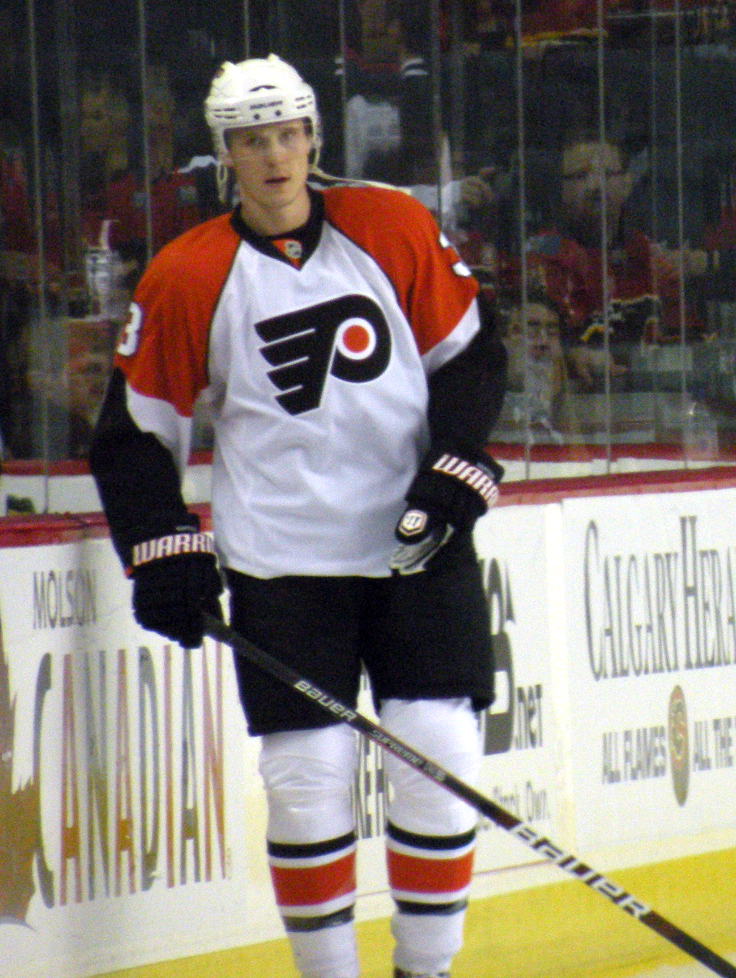
Oskars Bartulis byl draftován ze 91. místa v roce 2005.

|  | Hráči kteří hráli nejméně jeden zápas v NHL |
|  | Hráči kteří si zahráli v NHL All-Star Game  |

| Rok  | Kolo | Místo | Hráč                 | Pozice                 |
| ---- | ---- | ----- | -------------------- | ---------------------- |
| 1967 | 1    | 5     | Serge Bernier        | Centr                  |
| 1967 | 2    | 14    | Al Sarault           | Obránce                |
| 1968 | 1    | 8     | Lew Morrison         | Pravé křídlo           |
| 1969 | 1    | 6     | Bob Currier          | Pravé křídlo           |
| 1969 | 2    | 17    | Bobby Clarke         | Centr                  |
| 1969 | 3    | 28    | Willie Brossart      | Obránce                |
| 1969 | 4    | 40    | Michel Belhumeur     | Brankář                |
| 1969 | 5    | 52    | Dave Schultz         | Levé křídlo            |
| 1969 | 6    | 64    | Don Saleski          | Pravé křídlo           |
| 1969 | 8    | 81    | Claude Chartre       | Centr                  |
| 1970 | 2    | 18    | Bill Clement         | Centr                  |
| 1970 | 3    | 32    | Bob Kelly            | Levé křídlo            |
| 1970 | 4    | 46    | Jacques Lapierre     | Obránce                |
| 1970 | 5    | 60    | Doug Kerslake        | Pravé křídlo           |
| 1970 | 6    | 74    | Dennis Giannini      | Levé křídlo            |
| 1970 | 7    | 87    | Hank Nowak           | Levé křídlo            |
| 1970 | 8    | 99    | Gary Cunningham      | Obránce                |
| 1970 | 9    | 109   | Jean Daigle          | Levé křídlo            |
| 1971 | 1    | 8     | Larry Wright         | Centr                  |
| 1971 | 1    | 9     | Pierre Plante        | Pravé křídlo           |
| 1971 | 3    | 36    | Glen Irwin           | Obránce                |
| 1971 | 4    | 50    | Ted Scharf           | Pravé křídlo           |
| 1971 | 5    | 64    | Don McCulloch        | Obránce                |
| 1971 | 6    | 78    | Yvon Bilodeau        | Obránce                |
| 1971 | 7    | 92    | Bobby Gerrard        | Pravé křídlo           |
| 1971 | 8    | 106   | Jerome Mrazek        | Brankář                |
| 1972 | 1    | 7     | Bill Barber          | Levé křídlo            |
| 1972 | 2    | 23    | Tom Bladon           | Obránce                |
| 1972 | 3    | 39    | Jim Watson           | Obránce                |
| 1972 | 4    | 55    | Al MacAdam           | Pravé křídlo           |
| 1972 | 5    | 71    | Darryl Fedorak       | Brankář                |
| 1972 | 6    | 87    | Dave Hastings        | Brankář                |
| 1972 | 7    | 103   | Serge Beaudoin       | Obránce                |
| 1972 | 8    | 119   | Pat Russell          | Pravé křídlo           |
| 1972 | 9    | 135   | Ray Boutin           | Brankář                |
| 1973 | 2    | 20    | Larry Goodenough     | Obránce                |
| 1973 | 2    | 26    | Brent Leavins        | Levé křídlo            |
| 1973 | 3    | 40    | Bob Stumpf           | Pravé křídlo           |
| 1973 | 3    | 42    | Mike Clarke          | Centr                  |
| 1973 | 4    | 58    | Dale Cook            | Levé křídlo            |
| 1973 | 5    | 74    | Michel Latreille     | Obránce                |
| 1973 | 6    | 90    | Doug Ferguson        | Obránce                |
| 1973 | 7    | 106   | Tom Young            | Utočník                |
| 1973 | 8    | 122   | Norm Barnes          | Obránce                |
| 1973 | 9    | 137   | Dan O'Donohue        | Obránce                |
| 1973 | 10   | 153   | Brian Dick           | Pravé křídlo           |
| 1974 | 2    | 35    | Don McLean           | Obránce                |
| 1974 | 3    | 53    | Bob Sirois           | Pravé křídlo           |
| 1974 | 4    | 71    | Randy Andreachuk     | Centr                  |
| 1974 | 5    | 89    | Dennis Sobchuk       | Centr                  |
| 1974 | 6    | 107   | Willie Friesen       | Levé křídlo            |
| 1974 | 7    | 125   | Reggie Lemelin       | Brankář                |
| 1974 | 8    | 142   | Steve Short          | Levé křídlo            |
| 1974 | 9    | 159   | Peter MacKenzie      | Obránce                |
| 1974 | 10   | 174   | Marcel Labrosse      | Centr                  |
| 1974 | 11   | 189   | Scott Jessee         | Pravé křídlo           |
| 1974 | 12   | 201   | Richard Guay         | Brankář                |
| 1974 | 13   | 211   | Brad Morrow          | Obránce                |
| 1974 | 14   | 219   | Craig Arvidson       | Levé křídlo            |
| 1975 | 1    | 1     | Mel Bridgman         | Centr                  |
| 1975 | 3    | 54    | Bob Ritchie          | Levé křídlo            |
| 1975 | 4    | 72    | Rick St. Croix       | Brankář                |
| 1975 | 5    | 90    | Gary Morrison        | Utočník                |
| 1975 | 6    | 108   | Paul Holmgren        | Utočník                |
| 1975 | 7    | 126   | Dana Decker          | Levé křídlo            |
| 1975 | 9    | 160   | Viktor Khatulev      | Obránce                |
| 1975 | 10   | 175   | Duffy Smith          | Obránce                |
| 1976 | 1    | 17    | Mark Suzor           | Obránce                |
| 1976 | 2    | 35    | Drew Callander       | Obránce                |
| 1976 | 3    | 53    | Craig Hamner         | Obránce                |
| 1976 | 4    | 71    | Dave Hynek           | Obránce                |
| 1976 | 5    | 89    | Robin Lang           | Obránce                |
| 1976 | 6    | 107   | Paul Klasinski       | Levé křídlo            |
| 1976 | 7    | 117   | Ray Kurpis           | Pravé křídlo           |
| 1977 | 1    | 17    | Kevin McCarthy       | Obránce                |
| 1977 | 2    | 35    | Tom Gorence          | Pravé křídlo           |
| 1977 | 3    | 53    | Dave Hoyda           | Levé křídlo            |
| 1977 | 4    | 67    | Yves Guillemette     | Brankář                |
| 1977 | 4    | 71    | Rene Hamelin         | Pravé křídlo           |
| 1977 | 5    | 89    | Dan Clark            | Obránce                |
| 1977 | 6    | 107   | Alain Chaput         | Centr                  |
| 1977 | 7    | 123   | Richard Dalpe        | Centr                  |
| 1977 | 8    | 135   | Pete Peeters         | Brankář                |
| 1977 | 8    | 136   | Clint Eccles         | Centr                  |
| 1977 | 8    | 139   | Mike Greeder         | Obránce                |
| 1977 | 9    | 150   | Tom Bauer            | Levé a pravé křídlo    |
| 1977 | 9    | 151   | Michel Bauman        | Obránce                |
| 1977 | 9    | 153   | Bruce Crowder        | Utočník                |
| 1977 | 10   | 158   | Rob Nicholson        | Obránce                |
| 1977 | 10   | 159   | Dave Isherwood       | Centr                  |
| 1977 | 10   | 161   | Steve Jones          | Brankář                |
| 1977 | 11   | 165   | Jim Trainor          | Obránce                |
| 1977 | 11   | 166   | Barry Duench         | Centr                  |
| 1977 | 11   | 168   | Rod McNair           | Obránce                |
| 1977 | 12   | 172   | Mike Laycock         | Brankář                |
| 1978 | 1    | 6     | Behn Wilson          | Obránce                |
| 1978 | 1    | 7     | Ken Linseman         | Levé křídlo            |
| 1978 | 1    | 14    | Dan Lucas            | Levé a pravé křídlo    |
| 1978 | 2    | 33    | Mike Simurda         | Pravé křídlo           |
| 1978 | 3    | 37    | Gord Salt            | Pravé křídlo           |
| 1978 | 3    | 50    | Glen Cochrane        | Obránce                |
| 1978 | 4    | 67    | Russ Wilderman       | Centr                  |
| 1978 | 5    | 83    | Brad Tamblyn         | Obránce                |
| 1978 | 6    | 100   | Mark Taylor          | Utočník                |
| 1978 | 7    | 117   | Mike Ewanowski       | Pravé křídlo           |
| 1978 | 8    | 126   | Jerry Price          | Brankář                |
| 1978 | 8    | 134   | Darre Switzer        | Levé křídlo            |
| 1978 | 9    | 151   | Greg Francis         | Obránce                |
| 1978 | 10   | 167   | Rick Berard          | Obránce                |
| 1978 | 10   | 168   | Don Lucia            | Obránce                |
| 1978 | 11   | 182   | Mike Berge           | Utočník                |
| 1978 | 11   | 183   | Ken Moore            | Brankář                |
| 1978 | 12   | 195   | Jim Olson            | Pravé křídlo           |
| 1978 | 12   | 198   | Anton Šťastný        | Utočník                |
| 1979 | 1    | 14    | Brian Propp          | Levé křídlo            |
| 1979 | 2    | 22    | Blake Wesley         | Obránce                |
| 1979 | 2    | 35    | Pelle Lindbergh      | Brankář                |
| 1979 | 3    | 56    | Lindsay Carson       | Centr                  |
| 1979 | 4    | 77    | Don Gillen           | Pravé křídlo           |
| 1979 | 5    | 98    | Thomas Eriksson      | Obránce                |
| 1979 | 6    | 119   | Gordie Williams      | Utočník                |
| 1980 | 1    | 21    | Mike Stothers        | Obránce                |
| 1980 | 2    | 42    | Jay Fraser           | Levé křídlo            |
| 1980 | 3    | 63    | Paul Mercier         | Obránce                |
| 1980 | 4    | 84    | Taras Zytynsky       | Obránce                |
| 1980 | 5    | 105   | Dan Held             | Utočník                |
| 1980 | 6    | 126   | Brian Tutt           | Obránce                |
| 1980 | 7    | 147   | Ross Fitzpatrick     | Utočník                |
| 1980 | 8    | 168   | Mark Botell          | Obránce                |
| 1980 | 9    | 189   | Peter Dineen         | Obránce                |
| 1980 | 10   | 195   | Bob O'Brien          | Pravé křídlo           |
| 1980 | 10   | 210   | Andy Brickley        | Levé křídlo            |
| 1981 | 1    | 16    | Steve Smith          | Obránce                |
| 1981 | 2    | 37    | Rich Costello        | Utočník                |
| 1981 | 3    | 47    | Barry Tabobondung    | Obránce                |
| 1981 | 3    | 58    | Ken Strong           | Utočník                |
| 1981 | 4    | 65    | Dave Michayluk       | Levé křídlo            |
| 1981 | 4    | 79    | Ken Latta            | Pravé křídlo           |
| 1981 | 5    | 100   | Justin Hanley        | Centr                  |
| 1981 | 6    | 121   | Andre Villeneuve     | Obránce                |
| 1981 | 7    | 137   | Vladimír Svitek      | Pravé křídlo           |
| 1981 | 7    | 142   | Gil Hudon            | Brankář                |
| 1981 | 8    | 163   | Steve Taylor         | Levé křídlo            |
| 1981 | 9    | 184   | Len Hachborn         | Centr                  |
| 1981 | 10   | 205   | Steve Tsujiura       | Centr                  |
| 1982 | 1    | 4     | Ron Sutter           | Centr                  |
| 1982 | 3    | 46    | Miroslav Dvořák      | Obránce                |
| 1982 | 3    | 47    | Bill Campbell        | Obránce                |
| 1982 | 4    | 77    | Michael Hjalm        | Utočník                |
| 1982 | 5    | 98    | Todd Bergen          | Utočník                |
| 1982 | 6    | 119   | Ron Hextall          | Brankář                |
| 1982 | 7    | 140   | Dave Brown           | Utočník                |
| 1982 | 8    | 161   | Alain Lavigne        | Pravé křídlo           |
| 1982 | 9    | 182   | Magnus Roupé         | Levé křídlo            |
| 1982 | 10   | 203   | Tom Allen            | Brankář                |
| 1982 | 11   | 224   | Rick Gal             | Utočník                |
| 1982 | 12   | 245   | Mark Vichorek        | Obránce                |
| 1983 | 2    | 41    | Peter Zezel          | Centr                  |
| 1983 | 3    | 44    | Derrick Smith        | Levé křídlo            |
| 1983 | 4    | 81    | Allen Bourbeau       | Centr                  |
| 1983 | 5    | 101   | Jerome Carrier       | Obránce                |
| 1983 | 6    | 121   | Rick Tocchet         | Pravé křídlo           |
| 1983 | 7    | 141   | Bob Mormina          | Utočník                |
| 1983 | 8    | 161   | Pelle Eklund         | Centr                  |
| 1983 | 9    | 181   | Robbie Nichols       | Pravé křídlo           |
| 1983 | 10   | 201   | Bill McCormack       | Centr                  |
| 1983 | 11   | 221   | Brian Jopling        | Brankář                |
| 1983 | 12   | 241   | Harold Duvall        | Levé křídlo            |
| 1984 | 2    | 22    | Greg Smyth           | Obránce                |
| 1984 | 2    | 27    | Scott Mellanby       | Pravé křídlo           |
| 1984 | 2    | 37    | Jeff Chychrun        | Obránce                |
| 1984 | 3    | 43    | Dave McLay           | Utočník                |
| 1984 | 3    | 47    | John Stevens         | Obránce                |
| 1984 | 4    | 79    | David Hanson         | Centr                  |
| 1984 | 5    | 100   | Brian Dobbin         | Pravé křídlo           |
| 1984 | 6    | 121   | John Dzikowski       | Centr                  |
| 1984 | 7    | 142   | Tom Allen            | Obránce                |
| 1984 | 8    | 163   | Luke Vitale          | Utočník                |
| 1984 | 9    | 184   | Billy Powers         | Utočník                |
| 1984 | 10   | 204   | Daryn Fersovich      | Utočník                |
| 1984 | 12   | 245   | Juraj Bakos          | Obránce                |
| 1985 | 1    | 21    | Glen Seabrooke       | Centr                  |
| 1985 | 2    | 42    | Bruce Rendall        | Levé křídlo            |
| 1985 | 3    | 48    | Darryl Gilmour       | Brankář                |
| 1985 | 4    | 63    | Shane Whelan         | Centr                  |
| 1985 | 5    | 84    | Paul Marshall        | Obránce                |
| 1985 | 5    | 105   | Daril Holmes         | Pravé křídlo           |
| 1985 | 6    | 126   | Ken Alexander        | Obránce                |
| 1985 | 7    | 147   | Tony Horacek         | Levé křídlo            |
| 1985 | 8    | 168   | Mike Cusack          | Utočník                |
| 1985 | 9    | 189   | Gord Murphy          | Obránce                |
| 1985 | 11   | 231   | Rod Williams         | Pravé křídlo           |
| 1985 | 12   | 252   | Paul Maurice         | Obránce                |
| 1986 | 1    | 20    | Kerry Huffman        | Obránce                |
| 1986 | 2    | 23    | Jukka Seppo          | Centr                  |
| 1986 | 2    | 28    | Kent Hawley          | Centr                  |
| 1986 | 4    | 83    | Mark Bar             | Obránce                |
| 1986 | 6    | 125   | Steve Scheifele      | Pravé křídlo           |
| 1986 | 7    | 146   | Sami Wahlsten        | Utočník                |
| 1986 | 8    | 167   | Murray Baron         | Obránce                |
| 1986 | 9    | 184   | Blaine Rude          | Utočník                |
| 1986 | 10   | 209   | Shaun Sabol          | Obránce                |
| 1986 | 11   | 230   | Brett Lawrence       | Pravé křídlo           |
| 1986 | 12   | 251   | Dan Stephano         | Brankář                |
| 1987 | 1    | 20    | Darren Rumble        | Obránce                |
| 1987 | 2    | 30    | Jeff Harding         | Pravé křídlo           |
| 1987 | 3    | 62    | Martin Hosták        | Pravé křídlo           |
| 1987 | 4    | 83    | Tomaz Eriksson       | Levé křídlo            |
| 1987 | 5    | 104   | Bill Gall            | Obránce                |
| 1987 | 6    | 125   | Tony Link            | Obránce                |
| 1987 | 7    | 146   | Marc Strapon         | Obránce                |
| 1987 | 8    | 167   | Darryl Ingham        | Pravé křídlo           |
| 1987 | 9    | 188   | Bruce MacDonald      | Pravé křídlo           |
| 1987 | 10   | 209   | Steve Morrow         | Obránce                |
| 1987 | 11   | 230   | Dárius Rusnák        | Centr                  |
| 1987 | 12   | 251   | Dale Roehl           | Brankář                |
| 1988 | 1    | 14    | Claude Boivin        | Levé křídlo            |
| 1988 | 2    | 35    | Pat Murray           | Levé křídlo            |
| 1988 | 3    | 56    | Craig Fisher         | Levé křídlo            |
| 1988 | 3    | 63    | Dominic Roussel      | Brankář                |
| 1988 | 4    | 77    | Scott LaGrand        | Brankář                |
| 1988 | 5    | 98    | Edward O'Brien       | Levé křídlo            |
| 1988 | 6    | 119   | Gord Frantti         | Obránce                |
| 1988 | 7    | 140   | Jamie Cooke          | Pravé křídlo           |
| 1988 | 8    | 161   | Johann Salle         | Obránce                |
| 1988 | 9    | 182   | Brian Arthur         | Obránce                |
| 1988 | 10   | 203   | Jeff Dandreta        | Pravé křídlo           |
| 1988 | 11   | 224   | Scott Billey         | Pravé křídlo           |
| 1988 | 12   | 245   | Drahomír Kadlec      | Obránce                |
| 1989 | 2    | 33    | Greg Johnson         | Centr                  |
| 1989 | 2    | 34    | Patrik Juhlin        | Levé křídlo            |
| 1989 | 4    | 72    | Reid Simpson         | Levé křídlo            |
| 1989 | 6    | 117   | Niklas Eriksson      | Pravé křídlo           |
| 1989 | 7    | 138   | Jack Callahan        | Centr                  |
| 1989 | 8    | 159   | Sverre Sears         | Obránce                |
| 1989 | 9    | 180   | Glen Wisser          | Utočník                |
| 1989 | 10   | 201   | Allen Kummu          | Obránce                |
| 1989 | 11   | 222   | Mark Brait           | Obránce                |
| 1989 | 12   | 243   | James Pollio         | Levé křídlo            |
| 1990 | 1    | 4     | Mike Ricci           | Centr                  |
| 1990 | 2    | 25    | Chris Simon          | Levé křídlo            |
| 1990 | 2    | 40    | Mikael Renberg       | Pravé křídlo           |
| 1990 | 2    | 42    | Terran Sandwith      | Obránce                |
| 1990 | 3    | 44    | Kimbi Daniels        | Centr                  |
| 1990 | 3    | 46    | Bill Armstrong       | Obránce                |
| 1990 | 3    | 47    | Chris Therien        | Obránce                |
| 1990 | 3    | 52    | Al Kinisky           | Obránce                |
| 1990 | 5    | 88    | Dan Kordic           | Levé křídlo            |
| 1990 | 6    | 109   | Vjačeslav Bucajev    | Centr                  |
| 1990 | 8    | 151   | Patrik Englund       | Levé křídlo            |
| 1990 | 9    | 172   | Toni Porkka          | Obránce                |
| 1990 | 10   | 193   | Greg Hanson          | Obránce                |
| 1990 | 11   | 214   | Tommy Söderström     | Brankář                |
| 1990 | 12   | 235   | Billy Lund           | Centr                  |
| 1991 | 1    | 6     | Peter Forsberg       | Centr                  |
| 1991 | 2    | 50    | Yanick Dupré         | Levé křídlo            |
| 1991 | 4    | 86    | Aris Brimanis        | Obránce                |
| 1991 | 5    | 94    | Yanick Degrace       | Brankář                |
| 1991 | 6    | 116   | Clayton Norris       | Pravé křídlo           |
| 1991 | 6    | 122   | Dimitrij Juškevič    | Obránce                |
| 1991 | 7    | 138   | Andrej Lomakin       | Levé křídlo            |
| 1991 | 9    | 182   | Jim Bode             | Levé křídlo            |
| 1991 | 10   | 204   | Josh Bartell         | Obránce                |
| 1991 | 11   | 226   | Neil Little          | Brankář                |
| 1991 | 12   | 248   | John Parco           | Centr                  |
| 1992 | 1    | 7     | Ryan Sittler         | Levé křídlo            |
| 1992 | 1    | 15    | Jason Bowen          | Levé křídlo            |
| 1992 | 2    | 31    | Denis Metljuk        | Levé křídlo            |
| 1992 | 5    | 103   | Vladislav Boulin     | Obránce                |
| 1992 | 6    | 127   | Roman Zolotov        | Obránce                |
| 1992 | 7    | 151   | Kirk Daubenspeck     | Brankář                |
| 1992 | 8    | 175   | Claude Jutras        | Pravé křídlo           |
| 1992 | 9    | 199   | Jonas Harkansson     | Levé křídlo            |
| 1992 | 10   | 223   | Chris Herperger      | Centr                  |
| 1992 | 11   | 247   | Patrice Paquin       | Levé křídlo            |
| 1993 | 2    | 36    | Janne Niinimaa       | Obránce                |
| 1993 | 3    | 71    | Václav Prospal       | Levé křídlo            |
| 1993 | 3    | 77    | Miloš Holaň          | Obránce                |
| 1993 | 5    | 114   | Vladimir Kretchine   | Levé křídlo            |
| 1993 | 6    | 140   | Mike Crowley         | Obránce                |
| 1993 | 7    | 166   | Aaron Israel         | Brankář                |
| 1993 | 8    | 192   | Paul Healey          | Pravé křídlo a centr   |
| 1993 | 9    | 218   | Tripp Tracy          | Brankář                |
| 1993 | 9    | 226   | E. J. Bradley        | Centr                  |
| 1993 | 10   | 244   | Jeff Staples         | Obránce                |
| 1993 | 11   | 270   | Ken Hemenway         | Obránce                |
| 1994 | 3    | 62    | Artem Anisimov       | Obránce                |
| 1994 | 4    | 88    | Adam Magarrell       | Obránce                |
| 1994 | 4    | 101   | Sebastien Vallee     | Levé křídlo            |
| 1994 | 6    | 140   | Alexandr Selivanov   | Pravé křídlo           |
| 1994 | 7    | 166   | Colin Forbes         | Levé křídlo a centr    |
| 1994 | 8    | 192   | Derek Diener         | Obránce                |
| 1994 | 8    | 202   | Ray Giroux           | Obránce                |
| 1994 | 9    | 218   | Johan Hedberg        | Brankář                |
| 1994 | 10   | 244   | Andre Payette        | Levé křídlo            |
| 1994 | 11   | 270   | Jan Lipianský        | Centr                  |
| 1995 | 1    | 22    | Brian Boucher        | Brankář                |
| 1995 | 2    | 48    | Shane Kenny          | Obránce                |
| 1995 | 4    | 100   | Radovan Somík        | Levé křídlo            |
| 1995 | 6    | 132   | Dimitri Tertyšnyj    | Obránce                |
| 1995 | 6    | 135   | Jamie Sokolsky       | Obránce                |
| 1995 | 6    | 152   | Martin Špaňhel       | Levé křídlo            |
| 1995 | 7    | 178   | Martin Streit        | Levé křídlo            |
| 1995 | 8    | 204   | Ruslan Šafikov       | Centr                  |
| 1995 | 9    | 230   | Jeff Lank            | Obránce                |
| 1996 | 1    | 15    | Dainius Zubrus       | Pravé křídlo           |
| 1996 | 3    | 64    | Chester Gallant      | Pravé křídlo           |
| 1996 | 5    | 124   | Per-Ragnar Bergkvist | Brankář                |
| 1996 | 5    | 133   | Jesse Boulerice      | Pravé křídlo           |
| 1996 | 7    | 187   | Roman Malov          | Centr                  |
| 1996 | 8    | 213   | Jeff Milliker        | Centr                  |
| 1997 | 2    | 30    | Jean-Marc Pelletier  | Brankář                |
| 1997 | 2    | 50    | Pat Kavanagh         | Pravé křídlo           |
| 1997 | 3    | 62    | Kris Mallette        | Obránce                |
| 1997 | 4    | 103   | Michail Černov       | Obránce                |
| 1997 | 6    | 158   | Jordan Flodell       | Obránce                |
| 1997 | 7    | 164   | Todd Fedoruk         | Levé křídlo            |
| 1997 | 8    | 214   | Marko Kauppinen      | Obránce                |
| 1997 | 9    | 240   | Pär Styf             | Obránce                |
| 1998 | 1    | 22    | Simon Gagné          | Levé křídlo            |
| 1998 | 2    | 42    | Jason Beckett        | Obránce                |
| 1998 | 2    | 51    | Ian Forbes           | Obránce                |
| 1998 | 4    | 109   | J. P. Morin          | Obránce                |
| 1998 | 5    | 124   | Francis Bélanger     | Levé křídlo            |
| 1998 | 5    | 139   | Garrett Prosofsky    | Centr                  |
| 1998 | 6    | 168   | Antero Niittymäki    | Brankář                |
| 1998 | 7    | 175   | Cam Ondrik           | Brankář                |
| 1998 | 7    | 195   | Tomáš Divíšek        | Pravé křídlo           |
| 1998 | 8    | 222   | Lubomír Pištěk       | Pravé křídlo           |
| 1998 | 9    | 243   | Petr Hubáček         | Centr                  |
| 1998 | 9    | 253   | Bruno St. Jacques    | Obránce                |
| 1998 | 9    | 258   | Sergej Skrobot       | Obránce                |
| 1999 | 1    | 22    | Maxime Ouellet       | Brankář                |
| 1999 | 4    | 119   | Jeff Feniak          | Obránce                |
| 1999 | 6    | 160   | Konstantin Rudenko   | Levé křídlo            |
| 1999 | 7    | 200   | Pavel Kašpařík       | Centr                  |
| 1999 | 7    | 208   | Václav Pletka        | Levé křídlo            |
| 1999 | 8    | 224   | David Nyström        | Levé křídlo            |
| 2000 | 1    | 28    | Justin Williams      | Pravé křídlo           |
| 2000 | 3    | 94    | Alexandr Drozdeckij  | Pravé křídlo           |
| 2000 | 6    | 171   | Roman Čechmánek      | Brankář                |
| 2000 | 6    | 195   | Colin Shields        | Utočník                |
| 2000 | 7    | 210   | John Eichelberger    | Utočník                |
| 2000 | 7    | 227   | Guillaume Lefebvre   | Levé křídlo            |
| 2000 | 8    | 259   | Regan Kelly          | Obránce                |
| 2000 | 9    | 287   | Milan Kopecký        | Centr                  |
| 2001 | 1    | 27    | Jeff Woywitka        | Obránce                |
| 2001 | 3    | 95    | Patrick Sharp        | Centr                  |
| 2001 | 5    | 146   | Jussi Timonen        | Obránce                |
| 2001 | 5    | 150   | Bernd Brückler       | Brankář                |
| 2001 | 5    | 158   | Roman Málek          | Brankář                |
| 2001 | 6    | 172   | Dennis Seidenberg    | Obránce                |
| 2001 | 6    | 177   | Andrej Razin         | Centr                  |
| 2001 | 7    | 208   | Thierry Douville     | Obránce                |
| 2001 | 7    | 225   | David Printz         | Obránce                |
| 2002 | 1    | 4     | Joni Pitkänen        | Obránce                |
| 2002 | 4    | 105   | Rosario Ruggeri      | Obránce                |
| 2002 | 4    | 126   | Konstantin Baranov   | Pravé křídlo           |
| 2002 | 5    | 161   | Dov Grumet-Morris    | Brankář                |
| 2002 | 6    | 192   | Nikita Korovkin      | Obránce                |
| 2002 | 6    | 193   | Joey Mormina         | Obránce                |
| 2002 | 7    | 201   | Mathieu Brunelle     | Levé křídlo            |
| 2003 | 1    | 11    | Jeff Carter          | Centr                  |
| 2003 | 1    | 24    | Mike Richards        | Centr                  |
| 2003 | 3    | 69    | Colin Fraser         | Centr                  |
| 2003 | 3    | 81    | Štefan Ružička       | Pravé křídlo           |
| 2003 | 3    | 85    | Alexandre Picard     | Obránce                |
| 2003 | 3    | 87    | Ryan Potulny         | Centr                  |
| 2003 | 3    | 95    | Rick Kozak           | Pravé křídlo           |
| 2003 | 4    | 108   | Kevin Romy           | Centr                  |
| 2003 | 5    | 140   | David Tremblay       | Brankář                |
| 2003 | 6    | 191   | Rejean Beauchemin    | Brankář                |
| 2003 | 6    | 193   | Ville Hostikka       | Brankář                |
| 2004 | 3    | 92    | Rob Bellamy          | Pravé křídlo           |
| 2004 | 4    | 101   | R. J. Anderson       | Obránce                |
| 2004 | 4    | 124   | David Laliberté      | Pravé křídlo           |
| 2004 | 5    | 144   | Chris Zarb           | Obránce                |
| 2004 | 5    | 149   | Gino Pisellini       | Pravé křídlo           |
| 2004 | 6    | 170   | Ladislav Ščurko      | Centr                  |
| 2004 | 6    | 171   | Frederik Cabana      | Centr                  |
| 2004 | 8    | 232   | Martin Houle         | Brankář                |
| 2004 | 8    | 253   | Travis Gawryletz     | Obránce                |
| 2004 | 9    | 286   | Triston Grant        | Levé křídlo            |
| 2004 | 9    | 291   | John Carter          | Centr                  |
| 2005 | 1    | 29    | Steve Downie         | Pravé křídlo           |
| 2005 | 3    | 91    | Oskars Bārtulis      | Obránce                |
| 2005 | 4    | 119   | Jeremy Duchesne      | brankář                |
| 2005 | 5    | 152   | Josh Beaulieu        | Centr                  |
| 2005 | 6    | 174   | John Flatters        | Obránce                |
| 2005 | 7    | 215   | Matt Clackson        | Pravé křídlo           |
| 2006 | 1    | 22    | Claude Giroux        | Pravé křídlo           |
| 2006 | 2    | 39    | Andreas Nödl         | Pravé křídlo           |
| 2006 | 2    | 42    | Mike Ratchuk         | Obránce                |
| 2006 | 2    | 55    | Denis Bodrov         | Obránce                |
| 2006 | 3    | 79    | Jon Matsumoto        | Centr                  |
| 2006 | 4    | 101   | Joonas Lehtivuori    | Obránce                |
| 2006 | 4    | 109   | Jakub Kovář          | Brankář                |
| 2006 | 5    | 145   | Jon Rheault          | Pravé křídlo           |
| 2006 | 6    | 175   | Michael Dupont       | Brankář                |
| 2006 | 7    | 205   | Andrej Popov         | Pravé křídlo           |
| 2007 | 1    | 2     | James van Riemsdyk   | Levé křídlo            |
| 2007 | 2    | 41    | Kevin Marshall       | Obránce                |
| 2007 | 3    | 66    | Garrett Klotz        | Levé křídlo            |
| 2007 | 5    | 122   | Mario Kempe          | Pravé křídlo           |
| 2007 | 6    | 152   | Jon Kalinski         | Levé křídlo            |
| 2007 | 6    | 161   | Patrick Maroon       | Levé křídlo            |
| 2007 | 7    | 182   | Brad Phillips        | Brankář                |
| 2008 | 1    | 19    | Luca Sbisa           | Obránce                |
| 2008 | 3    | 67    | Marc-André Bourdon   | Obránce                |
| 2008 | 3    | 84    | Jacob DeSerres       | Brankář                |
| 2008 | 6    | 178   | Zac Rinaldo          | Centr                  |
| 2008 | 7    | 196   | Joacim Eriksson      | Brankář                |
| 2009 | 3    | 81    | Adam Morrison        | Brankář                |
| 2009 | 3    | 87    | Simon Bertilsson     | Obránce                |
| 2009 | 5    | 142   | Nicola Riopel        | Brankář                |
| 2009 | 6    | 153   | Dave Labrecque       | Centr                  |
| 2009 | 6    | 172   | Eric Wellwood        | Levé křídlo            |
| 2009 | 7    | 196   | Oliver Lauridsen     | Obránce                |
| 2010 | 3    | 89    | Michael Chaput       | Centr                  |
| 2010 | 4    | 119   | Tye McGinn           | Levé křídlo            |
| 2010 | 5    | 149   | Michael Parks        | Pravé křídlo           |
| 2010 | 6    | 179   | Nicholas Luukko      | Obránce                |
| 2010 | 7    | 206   | Ricard Blidstrand    | Obránce                |
| 2010 | 7    | 209   | Brendan Ranford      | Levé křídlo            |
| 2011 | 1    | 8     | Sean Couturier       | Centr                  |
| 2011 | 3    | 68    | Nick Cousins         | Centr                  |
| 2011 | 4    | 116   | Colin Suellentrop    | Obránce                |
| 2011 | 4    | 118   | Marcel Noebels       | Levé křídlo            |
| 2011 | 6    | 176   | Petr Plaček          | Pravé křídlo           |
| 2011 | 7    | 206   | Derek Mathers        | Pravé křídlo a obránce |
| 2012 | 1    | 20    | Scott Laughton       | Centr                  |
| 2012 | 2    | 45    | Anthony Stolarz      | Brankář                |
| 2012 | 3    | 78    | Shayne Gostisbehere  | obránce                |
| 2012 | 4    | 111   | Fredric Larsson      | obránce                |
| 2012 | 4    | 117   | Taylor Leier         | Levé křídlo            |
| 2012 | 5    | 141   | Reece Willcox        | obránce                |
| 2012 | 7    | 201   | Valerij Vasiljev     | obránce                |